# Julius Bahle

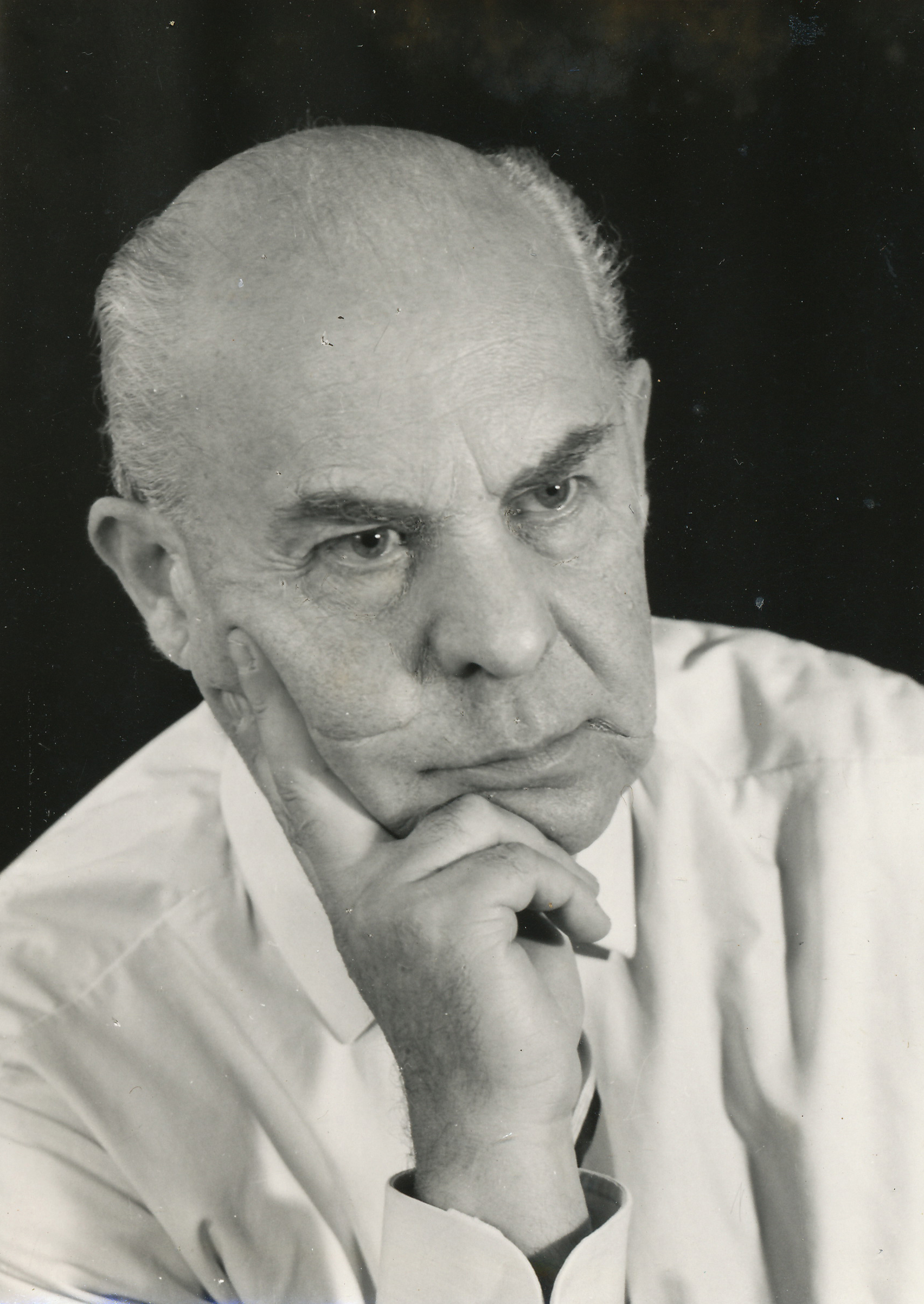
Julius Bahle (1968)

Julius Bahle (* 9. Januar 1903 in Tettnang, Württemberg; † 3. September 1986 in Gaienhofen) war ein deutscher Psychologe, Musikwissenschaftler und Psychotherapeut.

## Leben
Bahle studierte ab 1922 an der Handelshochschule in München, ab 1924 in Mannheim, wo er 1926 die Kaufmännische Diplomprüfung und 1927 die Diplom-Handelslehrerprüfung ablegte. Anschließend studierte er drei Semester Psychologie und Philosophie in Heidelberg, war dann an der Handelshochschule Mannheim am Institut für Psychologie und Pädagogik Mitarbeiter von Professor Otto Selz. Er heiratete 1930 Irmgard Scherr und promovierte im selben Jahr mit der Dissertation „Zur  Psychologie des musikalischen Gestaltens. Eine Untersuchung über das Komponieren auf experimenteller und historischer Basis“ bei dem Würzburger Psychologieprofessor Karl Marbe mit „Magna cum laude“ zum Dr. phil. Einer der Gutachter der Dissertation war Otto Selz.
1933 wurde Otto Selz wegen seiner jüdischen Herkunft als Institutsleiter in Mannheim abberufen. 1933–34 wurde die städtische Handelshochschule Mannheim aufgelöst. Bis dahin war Bahle auf einer planmäßigen Assistentenstelle am Institut von Otto Selz.

### Habilitation
Ein Forschungsstipendium der „Notgemeinschaft der deutschen Wissenschaft“ erlaubte es Bahle, an seiner Habilitationsschrift zu arbeiten, die er am 30. Januar 1935 an der Friedrich-Schiller-Universität Jena einreichte. Das Forschungsstipendium verdankte er der Fürsprache von Otto Selz, Karl Jaspers (Heidelberg) und Wolfgang Köhler (Berlin). Nach Auslaufen des Vertrages in Mannheim ging Bahle ans Psychologische Institut der Universität Jena, wo er Mitarbeiter von Professor Friedrich Sander wurde. Am 12. Juni 1935 wurde ihm dort der Grad „Dr. phil. habil“ verliehen. Die Habilitationsschrift blieb dem musikwissenschaftlichen Thema der Dissertation treu und trug den Titel „Der musikalische Schaffensprozeß: Psychologie der schöpferischer Erlebnis- und Antriebsformen“.
In Jena wurde Bahle – nach eigenen Angaben – später auch eine Professorenstelle angeboten, allerdings unter der Voraussetzung der Teilnahme an einem „NS-Schulungslager“. Er lehnte die Teilnahme ab und verließ im Herbst 1935 die Universität. Damit erschwerten sich seine Lebensumstände sehr.

### Zeit des Nationalsozialismus
In einer Kontroverse mit dem Komponisten Hans Pfitzner, der damals als NS-Kultursenator einflussreich war, entstand für Bahle, der die NS-Kultur und Auffassungen Pfitzners zum schöpferischen Erlebnis kritisierte, eine prekäre Lage. Bahle, der als Student der SPD beigetreten war, fürchtete mögliche Verfolgung und emigrierte in die Schweiz. Von dort kehrte er aber 1938 zurück, wurde zur Wehrmacht eingezogen und arbeitete 1941–42 als Heerespsychologe in Stuttgart.
Bahle hielt zu Otto Selz Kontakt, so lang es überhaupt ging. 1935 schrieb er an Selz: „Auch sonst hoffe ich, dass Sie unbehelligt bleiben. Unser Häuschen steht Ihnen in jedem Fall und zu jeder Zeit zur Verfügung, das wissen Sie ja.“ Ein Besuch von Selz bei Bahle am Bodensee ist sogar noch Pfingsten 1939 belegt. Über 100 Briefe von Selz an Bahle sind erhalten. Bahle hat vergeblich versucht, Selz zur Auswanderung nach Übersee zu überreden und einen Ruf in die Republik China anzunehmen.

### Nachkriegszeit
Nach dem Krieg gründete Bahle in Gaienhofen am Bodensee eine Kulturpsychologische Arbeitsgemeinschaft und 1963 einen Kulturpsychologischen Verlag. Ein Lehrstuhl für Psychologie an der 1946 neu gegründeten Universität Mainz, auf den sich Bahle Hoffnungen gemacht hatte, wurde zu seiner großen Enttäuschung an den Psychologen Albert Wellek vergeben. 1950 habilitierte sich Bahle in Marburg erneut für Psychologie und lehrte als Privatdozent bis 1957. Durch post-hypnotische Untersuchungen konnte Bahle in Marburg zeigen, dass sich Symptome so genannter bipolarer Psychosen (Depression und Manie) auf psychologischem Wege erzeugen und beheben lassen. Er entwickelte daraufhin eine psychotherapeutische Methode, die er als „Schöpferische Psychosynthese“ bezeichnete. Das Erscheinungsjahr 1957 seiner Arbeit über Erzeugung und Heilung von Depressionen ist auch das Jahr, in dem Bahle sich in sein Haus am Bodensee zurückzog, wo er ab 1952 über zwanzig Jahre offenbar erfolgreich nach seiner Therapiemethode praktizierte. Allerdings musste er eine Strafanzeige wegen Verstoß gegen das Heilpraktikergesetz abwehren. Gutachten der Professoren Karlfried Graf Dürckheim und Adolf Martin Däumling ermöglichten die weitere therapeutische Arbeit. Daneben übte Bahle verschiedene Tätigkeiten als Gutachter und Referent aus, so für die Industrie und das Arbeitsamt in Konstanz.
In seinem Verlag veröffentlichte er eine Reihe von Schriften, die primär der Weiterentwicklung seiner Kulturpsychologie bzw. Schaffenstypologie galten. Hervorzuheben ist seine Schrift „Das schöpferische Entwicklungsgesetz im Leben Goethes“. In Goethes Leben und Schaffen sah Bahle eine Übereinstimmung mit den Entwicklungs- und Schaffensgesetzen, die er zuvor bei Komponisten aufgefunden hatte.
Julius Bahle wurde ein Pionier der Sterbeforschung. Bereits 1963 veröffentlichte er die Erfahrungen (darunter auch zahlreiche Nahtoderfahrungen) mit über 4.200 Sterbefällen. Über eine beachtenswerte Form der Angsttherapie berichtete Bahle 1972 in der Schrift „Ängste und ihre Überwindung“. Erst fast 30 Jahre nach seinem Tod begann die wissenschaftsgeschichtliche Sichtung und Würdigung der Arbeiten von Bahle. Er war zweifellos der einzige bedeutende Schüler von Otto Selz. Bahle hat dessen Werk fortgesetzt und in eigenständiger Weise weiterentwickelt. Die außergewöhnlichen Leistungen des vielseitigen Psychologen Julius Bahle sind zwar etwas in Vergessenheit geraten, verdienen aber unzweifelhaft mehr Beachtung.

## Musikpsychologie
Die ersten Arbeiten von Julius Bahle dienten vor allem der empirischen Bestätigung der Schaffenstheorie („Gesetze produktiver Tätigkeiten“) seines Lehrers Otto Selz, selbst Schüler von Oswald Külpe, Würzburg. Die von Bahle entwickelte Untersuchungsmethode des Schaffensprozesses war ganz neu und ist bis heute einzigartig geblieben. Sein Vorgehen beschrieb Bahle als historisch-experimentell. Dies heißt: Er untersuchte historische Zeugnisse von Komponisten, etwa zum musikalischen Einfall und zur Produktivität. Zusätzlich arbeitete er experimentell. Im Rahmen seiner Doktorarbeit bat er 13 Komponisten einzeln in den Versuchsraum in Mannheim und gab ihnen u. a. den Auftrag, Schmerz (als eine von acht Grundstimmungen) musikalisch auszudrücken und dann genau anzugeben, was sie zu bestimmten Gefühlen und Gestaltungsabsichten veranlasst hatte. Eine andere Aufgabe war es, musikalisch einen Geizhals darzustellen (als eine von drei Darstellungsaufgaben). Für Bahle war die Wirklichkeitsnähe der Forschungsmethode ganz zentral. Er gewann für seine größere Studie, die auch für seine Habilitation diente, 32 zeitgenössische Komponisten, darunter Carl Orff, Arthur Honegger, Arnold Schönberg und Ernst Krenek, als Probanden für seine Erforschung des musikalischen Schaffensprozesses.
Richard Strauss stellte sich als Interviewpartner zur Verfügung, während Hans Pfitzner die Mitwirkung an dem Forschungsprojekt abgelehnt hatte. Die Komponisten erhielten von Bahle verschiedene Gedichte mit der Bitte, eines davon zu vertonen. Die Probanden wurden genau angeleitet, sich selbst bei der Gedichtwahl und der Vertonung zu beobachten und die Beobachtungen zu protokollieren.
In seiner Schrift Eingebung und Tat im musikalischen Schaffen (1939) stellte Bahle seine Ergebnisse zusammenfassend dar. Seine Publikationen wurden in Deutschland und im Ausland durchweg positiv rezensiert. Kritik erhielt er vor allem durch Hans Pfitzner, der die Untersuchung künstlerischer Inspiration durch empirische Psychologie für unmöglich hielt. Es entstand eine politisch gefärbte Kontroverse, die in Aufsätzen und schließlich in Form eines Buches von Pfitzner und einer Entgegnung in Buchform von Bahle ausgetragen wurde.
Selz zitierte in seinen letzten Arbeiten vor seiner Deportation Bahles Untersuchungsergebnisse häufig und nahezu begeistert. Er sah sich durch dessen Forschungsergebnisse in seiner Theorie bestätigt.
Von Zeitgenossen wie Thomas Mann, Hermann Hesse und Theodor W. Adorno erhielt Julius Bahle Anerkennung für seine kritische Auseinandersetzung mit Hans Pfitzner.
Bahle erweiterte später seinen Ansatz zur Analyse des schöpferischen Denkens auf Dichter und Denker wie Johann Wolfgang von Goethe und Franz Grillparzer. Er kam dabei zu zwei typischen „schöpferischen Lebensformen“, dem „Arbeitstypus“ und dem „Inspirationstypus“. In einem Vortrag über Inspiration, den der Wiener Komponist Ernst Krenek 1942 in den USA hielt, beschrieb er die Wirkungen des Experimentes von Bahle, an dem er selbst teilgenommen hatte:
„Ich… gewann ein so großes Interesse an der Arbeit, dass ich später fortfuhr, für mich selbst Beobachtungen zu machen […] Die wirklichen Gedanken kommen, wenn der Komponist seinen Geist auf eine bestimmte Sache einstellt. Diese Tatsache, die gewöhnlich übersehen wird, schließt einige sehr kennzeichnende psychische Vorgänge ein, die der Inspiration vorangehen und sie vorbereiten. Diese Vorgänge können von verschiedenem Charakter sein, je nach den verschiedenen Entwicklungsstadien, die B. aufgestellt hat“

## Psychotherapie
Im Alter von 60 Jahren beschrieb Julius Bahle seinen „Forschungsweg als Psychologe“. In dieser unveröffentlichten Schrift wird seine Forscherpersönlichkeit deutlich. Er schreibt: „Liebe zur Wahrheit und liebevolle Befragung der Wirklichkeit gehören beim Forschen untrennbar zusammen.“ Ein zentrales Werterlebnis, vermittelt durch die letzten Streichquartette Beethovens, bestimmte sein Forscherleben. Bahle fragt sich als Student, „kann eine Musik von solcher Erhabenheit …. Menschenwerk sein oder ist sie eine unmittelbare Offenbarung des Göttlichen durch das Medium des Künstlers?“
Durch seine Forschungen versuchte er eine Antwort zu finden. Die Beschäftigung mit den „Psychographien“ von Grillparzer, Hebbel und Goethe bestärkten ihn in seiner Auffassung, dass „schöpferisches Menschentum“ und seelische Gesundheit ebenso zusammen gehören wie seelische Krankheit und geistige Unproduktivität. Zur empirischen Untermauerung dieser Auffassung führte Bahle posthypnotische Experimente durch. Sein Forschungsergebnis fasst er kurz zusammen:
„Damit war der experimentell-psychologische Nachweis erbracht, dass durch den Abbau des Wertlebens eine Unproduktivität oder Depression und durch Übersteigerung des Wertlebens eine Scheinproduktivität oder Manie entsteht.“
In seiner psychologischen Praxis überprüfte Bahle an ca. 60 Fällen seine wertpsychologische Theorie der Depressionen und Manien. Seine Behandlungsmethode nannte er „Schöpferische Psychosynthese“. Diese stellte er 1955 im „Jahrbuch für Psychologie und Psychotherapie“ und dann 1957 in Buchform dar. Julius Bahle sah in Wertverlusten und Wertverletzungen die Ursache von seelischen Leiden, von Ängsten und Neurosen. Er gab eine kurze Beschreibung seiner Methode: „Mache den Menschen im Rahmen seiner Interessen und Wertrichtungen produktiv und er wird und bleibt seelisch gesund.“
Die Beschäftigung mit dem Wesen der Angst, die sich – wie Bahle es sah – „stets auf mögliche Wertverluste bezieht“, führte ihn schließlich zur Psychologie des Sterbens. Bahle erkannte vier Aufbau- und vier Abbaustufen des menschlichen Lebens. Die höchste Stufe des Bewusstseins nannte er „Wertbewusstsein“. Diese letzte Stufe sei zugleich die erste, die dem Abbau im Sterbeprozess unterliege.
Bahle war von der Bedeutung seiner klinischen Forschung überzeugt und sah die Wahrheit auf seiner Seite. Er hat aber wohl deutlich gespürt, dass seine wertpsychologische Theorie seelischer Störungen keine Verbreitung fand. Zum Teil lag dies aber auch daran, dass er nach 1957 nicht mehr an Hochschulen lehrte. Erst Jahre nach den Veröffentlichungen sollte die in den USA aufgekommene Humanistische Psychologie durch Abraham Maslow und andere die Bedeutung von Werten für die psychische Befindlichkeit herausstellen.
Der von Bahle begründete Verlag besteht nicht mehr, die Praxis wurde von seinem Sohn Manfred Bahle, ebenfalls Psychologe, fortgeführt. Wie seinem Lehrer und Freund Otto Selz, blieb Julius Bahle auch seinen Überzeugungen bis zum Ende treu.
Er starb im Ortsteil Hemmenhofen der Gemeinde Gaienhofen.

## Schriften (Auswahl) und Rundfunkvorträge
- Der Luftschiffbau-Zeppelin-Konzern Friedrichshafen und dessen Arbeiterschaft. Eine sozialgeographische, bevölkerungsstatistische & sozialpolitische Untersuchung. Diplomarbeit. Wirtschaftshochschule, Mannheim 1926.
- Zur Psychologie des musikalischen Gestaltens. Eine Untersuchung über das Komponieren auf experimenteller und historischer Grundlage. In: Archiv für die gesamte Psychologie. 74 (3/4), 1930, S. 289–390. (Ebenso separat: Akademische Verlagsgesellschaft, Leipzig)
- Die Gestaltübertragung im vokalen Schaffen zeitgenössischer Komponisten. In: O. Klemm (Hrsg.): Bericht über den XIII. Kongress der Deutschen Gesellschaft für Psychologie in Leipzig vom 16.-19. Oktober 1933. Gustav Fischer, Jena 1934, S. 112–114. (Archiv für die gesamte Psychologie. 91, 1934, S. 444–451)
- Persönlichkeit und Kunstwerk. Vortrag auf dem 14. Kongress der Dt. Gesellschaft für Psychologie in Tübingen. In: Zeitschrift für Psychologie. Band 135, 1934, S. 131–155.
- Einfall und Inspiration im musikalischen Schaffen. In: Archiv für die gesamte Psychologie. 90, 1934, S. 495–503.
- Wie wird komponiert? In: Frankfurter Zeitung. 18. September 1935.
- Gefühl und Wille im musikalischen Schaffen. In: O. Klemm (Hrsg.): Gefühl und Wille. Bericht über den XV. Kongress der Dt. Gesellschaft für Psychologie in Jena vom 5.-8. Juli 1936. Gustav Fischer, Jena 1936, S. 194–196.
- Der musikalische Schaffensprozess. Psychologie der schöpferischen Erlebnis- und Antriebsformen. S. Hirzel, Leipzig 1936. (2. Verb. Auflage. Christiani, Konstanz 1947)
- Pfitzner und die Psychologie des musikalischen Schaffens. In: Frankfurter Zeitung. 4. Februar 1936.
- Zur Psychologie des Einfalls und der Inspiration im musikalischen Schaffen. In: Acta Psychologica. 1, 1936, S. 7–29.
- Das Teil-Ganze-Problem im künstlerischen Schaffensprozess. Vortrag auf dem 11. Internationalen Psychologenkongress in Paris. In: Archiv für die gesamte Psychologie. 99, 1937, S. 209–212.
- Arbeitstypus und Inspirationstypus im Schaffen der Komponisten. In: Zeitschrift für Psychologie. 142, 1938, S. 313–322.
- Eingebung und Tat im musikalischen Schaffen. Ein Beitrag zur Psychologie der Entwicklungs- und Schaffensgesetze schöpferischer Menschen. Hirzel, Leipzig. (Überarbeiteter und gekürzter Nachdruck: Kulturpsychologischer Verlag, Hemmenhofen 1982)
- Hans Pfitzner und der geniale Mensch. Eine psychologische Kulturkritik. Weller, Konstanz 1948. (Nachdruck unter dem Titel Der geniale Mensch und Hans Pfitzner. Kulturpsychologischer Verlag, Hemmenhofen 1974)
- Psychologische Maßstäbe zur Beurteilung zeitgenössischer Künstler. In: Studium Generale. 5 (9), 1952, S. 560–567.
- Schöpferisches Menschentum und seelische Gesundheit. Eine psychologische Kritik der Genie-Irrsinns-Lehre. In: Psychologische Beiträge. 1 (1), 1953, S. 29–39.
- Schöpferische Psychosynthese als Psychotherapie. In: Jahrbuch für Psychologie und Psychotherapie. 3 (4), 1955, S. 358–370. (Abdruck in Allgemeine Homöopathische Zeitung. 202, (11), 1955, S. 497–511)
- Psychologische Erzeugung und Heilung von Depressionen und Manien. Vom Wesen geistig-seelischer Erkrankung und ihrer Heilung durch psychosynthetische Behandlung. Wiking. (Nachdruck: Kulturpsychologischer Verlag, Gaienhofen/München 1976)
- Psychologische Probleme in der ärztlichen Praxis. In: Allgemeine Homöopathische Zeitung für wissenschaftliche und praktische Homöopathie. 206, (2), 1961, S. 84–95.
- Keine Angst vor dem Sterben. Zur Psychologie des angstfreien und schönen Sterbens. Kulturpsychologischer Verlag, Hemmenhofen 1963.
- Ängste und ihre Überwindung. Kulturpsychologischer Verlag, Hemmenhofen 1972.
- Psychologisches Schlafkonzept. Vom Verfasser auf Schallplatte gesprochen. Kulturpsychologischer Verlag, Hemmenhofen 1973.
- Das schöpferische Entwicklungsgesetz im Leben Goethes. Eine gesetzeswissenschaftliche Psychographie. Kulturpsychologischer Verlag, Hemmenhofen 1974. (Die Abhandlung entstand 1950)
- Franz Grillparzer als Inspirationstyp. Werdegang, Schaffensweise, Menschentum. Kulturpsychologischer Verlag, Gaienhofen 1975. (Entstanden 1945, diente auch als Vorlesung in Marburg, erstmals veröffentlicht)
- Friedrich Hebbel als Arbeitstypus. Werdegang, Schaffensweise, Menschentum. Kulturpsychologischer Verlag, Gaienhofen 1975. (Niederschrift bereits 1950, erstmals veröffentlicht)
- Psychologische Menschenbehandlung. Ratschläge für Vorgesetzte. Kulturpsychologischer Verlag, Gaienhofen 1975
- mit Ernst Bacmeister: Die Entstehung der Tragödie „Andreas und die Königin“. Kulturpsychologischer Verlag, Gaienhofen 1976.
- Produktivität und seelische Gesundheit. Schöpferische Psychosynthese als Psychotherapie. Kulturpsychologischer Verlag, Gaienhofen 1978.

### Rundfunkvorträge
- Die Schaffensweise von Arnold Schönberg. Vortrag im Südwestfunk Baden-Baden, ca. 1950.
- Bewusstes oder unbewusstes Musikschaffen. Vortrag im Südwestfunk Baden-Baden, ca. 1950.

### Weitere Quelle
Nachlass Julius Bahle im Psychologiegeschichtlichen Forschungsarchiv (PGFA) der Fernuniversität in Hagen